# HD 174630
HD 174630，又名CD-2613562，SAO 187388、HR 7103，是一颗恒星，视星等为6.29，位于銀經8.96，銀緯-12.01，其B1900.0坐标为赤經18h 46m 15.2s，赤緯-26° -12.01′ 5″。